# République fédérative démocratique de Transcaucasie
Ne doit pas être confondu avec République socialiste fédérative soviétique de Transcaucasie.
Avril – mai 1918
Entités précédentes :
- Seïm

Entités suivantes :
- RD d'Arménie
- RD d'Azerbaïdjan
- RD de Géorgie

La république démocratique fédérative de Transcaucasie (RDFT) (en arménien Անդրկովկասյան Դեմոկրատական Ֆեդերատիվ Հանրապետություն, Andrkovkasyan Demokratakan Federativ Hanrapetut’yun ; en azéri Zaqafqaziya Demokratik Federativ Respublikası ; en géorgien ამიერკავკასიის დემოკრატიული ფედერაციული რესპუბლიკა, amierk’avk’asiis demok’rat’iuli pederatsiuli resp’ublik’a ; en russe Закавказская демократическая федеративная республика (ЗКДФР), Zakavkazskaïa demokratitcheskaïa federativnaïa respoublika (ZKDFR)), connue également sous l'appellation Fédération transcaucasienne, est une fédération éphémère ayant existé en avril-mai 1918. 
La région formant la RFDT appartenait auparavant à l’Empire russe. Lors de la Révolution de Février 1917, la chute de l’Empire entraîna la mise en place d’un gouvernement provisoire, auquel fit écho dans le Caucase la création d’un Comité spécial transcaucasien (Ozakom). Après la Révolution d'Octobre et l’arrivée des bolcheviks au pouvoir, l’Ozakom fut remplacé par le Commissariat transcaucasien. En mars 1918, en pleine Première Guerre mondiale, ce commissariat engagea des négociations de paix avec l’Empire ottoman, qui avait envahi la région. Ces pourparlers échouèrent rapidement, les Ottomans refusant de reconnaître l’autorité du Commissariat.
Le traité de Brest-Litovsk, qui mit fin à la participation de la Russie soviétique au conflit, concéda plusieurs territoires transcaucasiens à l’Empire ottoman, qui intensifia son invasion pour en prendre le contrôle. Face à cette menace immédiate, le 22 avril 1918, le Commissariat se dissout et proclama la RFDT comme État indépendant. Un parlement, le Seim transcaucasien, fut créé pour mener les négociations avec l’Empire ottoman, qui reconnut aussitôt ce nouvel État.
Toutefois, les objectifs divergents des trois groupes principaux – Arméniens, Azéris et Géorgiens – mirent rapidement en péril l’existence de la fédération. Les pourparlers échouèrent une nouvelle fois et, face à une reprise de l’offensive ottomane en mai 1918, les délégués géorgiens du Seim annoncèrent que la RFDT ne pouvait plus subsister, déclarant le 26 mai l’indépendance de la République démocratique de Géorgie. Deux jours plus tard, le 28 mai, l’Arménie et l’Azerbaïdjan proclamèrent à leur tour leur indépendance, mettant définitivement fin à la RFDT.
En raison de sa brève existence, la République fédérative démocratique de Transcaucasie est largement absente des historiographies nationales de la région. Elle n’est généralement considérée que comme la première étape vers la formation d’Etats indépendants.

## Histoire

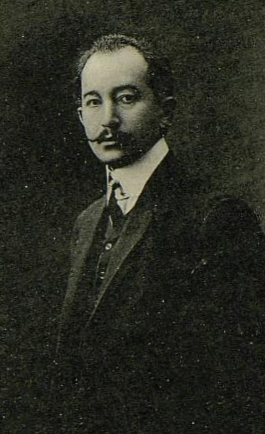
Evguéni Guéguétchkori, 1er président de l'exécutif transcaucasien.

### Contexte
La majeure partie du Caucase du Sud fut absorbée par l’Empire russe au cours de la première moitié du XIXe siècle. Une Vice-royauté du Caucase fut initialement établie en 1801 pour permettre une administration directe par la Russie. Dans les décennies qui suivirent, l’autonomie locale fut progressivement réduite et le contrôle impérial renforcé, notamment en 1845, lorsque la vice-royauté vit ses pouvoirs accrus. Tiflis (aujourd’hui Tbilissi), ancienne capitale du royaume géorgien de Kartli-Kakhétie, devint le siège du vice-roi et la capitale de facto de la région.
La région du Caucase du Sud demeurait à dominante rurale : en dehors de Tiflis, la seule ville d’importance était Bakou, qui connut un développement significatif à la fin du XIXe siècle avec l’essor des exportations de pétrole, devenant alors un centre économique majeur. Sur le plan ethnique, la région était extrêmement diverse. Les trois principaux groupes locaux étaient les Arméniens, les Azerbaïdjanais et les Géorgiens ; les Russes s’y étaient également implantés après l’annexion de la région par l’Empire russe.
Lorsque la Première Guerre mondiale éclata en 1914, le Caucase devint un théâtre d’opérations majeur, opposant les empires russe et ottoman. Les Russes remportèrent plusieurs batailles et pénétrèrent profondément en territoire ottoman. Toutefois, ils redoutaient que la population locale – majoritairement musulmane – reste loyale au sultan ottoman Mehmed V, considéré également comme calife, c’est-à-dire autorité spirituelle suprême de l’islam, et qu’elle ne perturbe ainsi l’effort de guerre russe.
Les deux camps cherchèrent également à instrumentaliser la population arménienne, implantée des deux côtés de la frontière, pour susciter des soulèvements favorables à leur cause. Après plusieurs défaites militaires, le gouvernement ottoman se retourna contre les Arméniens et initia un génocide dès 1915, lors duquel environ un million d’entre eux furent tués.
La Révolution de Février 1917 entraîna la chute de l’Empire russe et l’établissement d’un gouvernement provisoire à Petrograd. Le vice-roi du Caucase, le grand-duc Nicolas, apporta d’abord son soutien à ce nouveau pouvoir, mais dut démissionner rapidement, à mesure que le pouvoir impérial s’effondrait. Le gouvernement provisoire mit alors en place une nouvelle autorité temporaire : le Comité spécial transcaucasien (en russe : Ozakom), institué le 22 mars 1917 (9 mars selon l’ancien calendrier julien). Il était composé de députés caucasiens à la Douma et d’autres responsables locaux. Il devait fonctionner comme une forme de vice-royauté collective, incluant des représentants des principaux groupes ethniques de la région.
À l’image de ce qui se produisait à Petrograd, un système de double pouvoir émergea dans la région : l’Ozakom se trouvait en concurrence avec les soviets locaux. Faiblement soutenu par le gouvernement de Petrograd, le comité eut de grandes difficultés à asseoir son autorité sur ces soviets, notamment celui de Tiflis, particulièrement influent.

### Commissariat transcaucasien
La nouvelle de la Révolution d’Octobre, par laquelle les bolcheviks prirent le pouvoir à Petrograd le 7 novembre 1917 (25 octobre selon l’ancien calendrier), parvint au Caucase dès le lendemain. Le soviet de Tiflis se réunit immédiatement et déclara son opposition aux bolcheviks. Trois jours plus tard, Noé Jordania, un menchevik géorgien, fut le premier à évoquer publiquement l’idée d’un gouvernement autonome local. Selon lui, la prise du pouvoir par les bolcheviks était illégitime, et le Caucase ne devait pas se soumettre à leurs directives, mais attendre un retour à l’ordre.
Lors d’une nouvelle réunion tenue le 28 novembre (15 novembre calendrier julien), rassemblant des représentants du soviet de Tiflis, de l’Ozakom et d’autres groupes politiques et sociaux, il fut décidé de dissoudre l’Ozakom et de le remplacer par un nouveau corps exécutif : le Commissariat transcaucasien. Celui-ci n’était pas subordonné aux bolcheviks. Il réunissait des représentants des quatre principaux groupes ethniques de la région – Arméniens, Azerbaïdjanais, Géorgiens et Russes – et devint l’organe exécutif du Caucase du Sud. Il devait assurer cette fonction provisoire jusqu’à la tenue de l’Assemblée constituante russe, prévue pour janvier 1918. Le commissariat fut présidé par Evguéni Guéguetchkori, un Géorgien, qui fut également nommé commissaire aux Affaires étrangères.
Les autres portefeuilles du commissariat furent répartis entre représentants arméniens, azerbaïdjanais, géorgiens et russes. Créé comme un gouvernement intérimaire, le commissariat ne parvint toutefois pas à imposer son autorité : il dépendait fortement des conseils nationaux nouvellement formés, organisés selon des lignes ethniques, pour toute capacité militaire. Il se retrouva de fait incapable de faire appliquer ses décisions.
Alors que les forces russes et ottomanes restaient nominalement en conflit dans la région, un cessez-le-feu temporaire, connu sous le nom d’armistice d’Erzincan, fut signé le 18 décembre 1917 (5 décembre julien). Profitant de cette accalmie, le 16 janvier 1918 (3 janvier julien), les diplomates ottomans invitèrent le Commissariat à se joindre aux négociations de paix à Brest-Litovsk, là où les bolcheviks négociaient la sortie de la Russie du conflit avec les puissances centrales. Refusant d’agir en rupture avec la Russie, le Commissariat ignora l’invitation et ne participa pas aux négociations.
Deux jours plus tard, le 18 janvier (5 janvier julien), l’Assemblée constituante russe se réunit pour sa première et unique session, rapidement dissoute par les bolcheviks, qui consolidèrent ainsi leur pouvoir en Russie. Ce coup de force confirma au Commissariat qu’aucune coopération sérieuse avec le pouvoir bolchevik n’était possible, ce qui le poussa à envisager la mise en place d’un gouvernement plus stable.
Le cessez-le-feu avec l’Empire ottoman prit fin le 30 janvier (17 janvier julien), lorsque l’armée ottomane lança une nouvelle offensive dans le Caucase, affirmant agir en représailles aux attaques de milices arméniennes contre la population musulmane dans les territoires ottomans occupés. Les troupes russes s’étant pour l’essentiel retirées du front, le Commissariat comprit qu’il ne serait pas en mesure de résister à une offensive ottomane d’envergure. Le 23 février, il accepta donc d’ouvrir un nouveau cycle de négociations de paix.

### Le Seim
L’idée de créer une assemblée législative transcaucasienne avait été discutée dès novembre 1917, sans qu’aucune décision concrète ne soit prise à ce moment-là. Après la dissolution de l’Assemblée constituante en janvier, les dirigeants du Commissariat comprirent que les liens avec la Russie étaient désormais pratiquement rompus. Ne souhaitant pas suivre la voie des bolcheviks, le Commissariat décida de créer sa propre instance législative afin de doter la Transcaucasie d’un gouvernement légitime, capable de négocier de manière crédible avec l’Empire ottoman. C’est ainsi que, le 23 février 1918, fut institué le Seim (ou « assemblée ») à Tiflis.
Aucune élection spécifique ne fut organisée : les résultats des élections à l’Assemblée constituante russe furent réutilisés, mais le seuil électoral fut abaissé à un tiers de celui prévu pour l’assemblée nationale, afin de permettre l’entrée de partis plus modestes dans la nouvelle assemblée. Ce mécanisme facilita la représentation des formations politiques minoritaires. Nikolai Tchkheïdze, un menchevik géorgien, fut nommé président du Seim.
Le Seim comptait dix partis politiques, mais trois formations dominaient, chacune représentant un groupe ethnique majeur : les mencheviks géorgiens et le parti musulman Musavat (principalement azerbaïdjanais) disposaient chacun de 30 sièges, tandis que la Fédération révolutionnaire arménienne (Dashnaktsoutioun) en détenait 27. Les bolcheviks boycottèrent le Seim, affirmant que le seul gouvernement légitime pour la Russie, y compris la Transcaucasie, était le Conseil des commissaires du peuple (Sovnarkom), qu’ils contrôlaient à Petrograd.
Dès sa création, le Seim rencontra des obstacles importants à son autorité. Composé de représentants aux identités ethniques et orientations politiques très variées, il souffrait d’un manque de reconnaissance institutionnelle claire, ce qui alimentait les tensions internes comme externes. Il dépendait largement des conseils nationaux des trois principaux groupes ethniques pour toute prise de décision, ce qui entravait son fonctionnement. Lorsque l’Empire ottoman proposa de reprendre les négociations de paix et exprima sa disposition à se rendre à Tiflis – siège du Seim –, l’offre fut refusée, les représentants craignant qu’une telle rencontre expose au grand jour les dissensions internes. Il fut donc décidé de se rendre à Trébizonde, dans le nord-est de l’Anatolie, pour engager les pourparlers.

### Conférence de paix de Trébizonde
Une délégation représentant le Seim devait quitter Tiflis pour Trébizonde le 2 mars 1918. Mais ce jour-là, il fut annoncé que les négociations de paix de Brest-Litovsk venaient de se conclure, et que les Russes allaient signer un traité de paix. Ce traité prévoyait notamment que la Russie cédait de vastes territoires à l’Empire ottoman, dont plusieurs régions clés du Caucase du Sud : les territoires d’Ardahan, l'oblast de Batoum et l'oblast de Kars, annexés par la Russie après la guerre russo-turque de 1877-1878.
Face à cette annonce inattendue, la délégation reporta son départ, afin de réexaminer sa position diplomatique. Comme la Transcaucasie n’avait pas été représentée aux pourparlers de Brest-Litovsk, les membres du Seim envoyèrent des messages à plusieurs gouvernements étrangers pour déclarer qu’ils ne reconnaîtraient pas les termes du traité et refuseraient d’évacuer les territoires concernés. La délégation finit par partir le 7 mars et arriva à Trébizonde dès le lendemain.
À leur arrivée, les dix délégués et une cinquantaine de gardes furent retardés : ces derniers furent invités à déposer les armes. La délégation, considérée comme inhabituelle par sa taille, avait été composée pour refléter la diversité ethnique et politique du Seim. À leur vue, un fonctionnaire ottoman aurait ironisé : « si cela représente toute la population de Transcaucasie, elle est bien maigre ; mais si ce n’est qu’une délégation, elle est beaucoup trop nombreuse ».
Pendant que la délégation attendait le début de la conférence, le commandant de la troisième armée ottomane, Vehib Pacha, adressa le 10 mars une demande à Evgueni Lebedinski, ancien général russe passé sous l’autorité du Commissariat, l’enjoignant d’évacuer Ardahan, Batoum et Kars, conformément au traité de Brest-Litovsk. Il adressa un message similaire à Ilia Odishelidzé, également rallié au Commissariat. Vehib justifiait son initiative par les attaques de forces arméniennes contre des civils musulmans près d’Erzurum, et affirma que l’armée ottomane devait intervenir pour rétablir l’ordre, avertissant que toute réponse hostile serait combattue par la force.
Ces demandes reçurent une réponse directe de Nikolai Tchkheïdze, président du Seim, qui affirma que la Transcaucasie avait envoyé une délégation à Trébizonde pour négocier la paix et que, n’étant plus soumise à l’autorité russe, elle ne reconnaissait pas les dispositions du traité de Brest-Litovsk. Le 11 mars, l’armée ottomane lança une offensive contre Erzurum. Les défenseurs arméniens, conscients de l’issue probable du combat, évacuèrent la ville en moins de vingt-quatre heures.
La conférence de paix de Trébizonde s’ouvrit officiellement le 14 mars 1918. Dès la première séance, le chef de la délégation ottomane, Rauf Bey, demanda aux représentants transcaucasiens qui ils représentaient. Le chef de la délégation, Akaki Tchenkéli, ne put fournir de réponse claire, car ni lui ni ses collègues ne savaient exactement au nom de quelle entité ils parlaient. Deux jours plus tard, la question fut reposée. Rauf demanda également à Tchenkéli de préciser la nature juridique de leur entité, afin de déterminer si elle remplissait les critères d’un État au regard du droit international.
Tchenkéli expliqua que, depuis la Révolution d’Octobre, le pouvoir central avait disparu en Transcaucasie, et qu’un gouvernement indépendant avait été établi. Il souligna que, dès lors que la Transcaucasie avait discuté de l’invitation à Brest-Litovsk, elle avait agi comme un État souverain, même si l’indépendance n’avait pas été formellement proclamée. Rauf contesta cet argument, réaffirmant que le Sovnarkom demeurait l’autorité légitime pour l’ensemble de la Russie, Transcaucasie incluse, et que les contacts ottomans avec le Commissariat n’impliquaient en aucun cas une reconnaissance de celui-ci.
Il conclut en déclarant que la délégation ottomane n’était à Trébizonde que pour régler des questions économiques et commerciales restées en suspens après Brest-Litovsk. Face à cette fin de non-recevoir, Tchenkéli et ses collègues durent demander une suspension de séance, le temps de consulter le Seim et de définir leur ligne de conduite.

## La république démocratique fédérative deTranscaucasie

### Invasion ottomane
Pendant la suspension de séance à Trébizonde, les forces ottomanes poursuivirent leur avancée en territoire transcaucasien, franchissant la frontière de 1914 avec l’Empire russe à la fin du mois de mars. Au sein du Seim, les débats s’intensifièrent quant à la conduite à tenir. Une majorité de délégués se prononça pour une solution politique. Le 20 mars, les délégués ottomans posèrent une condition préalable à la reprise des négociations : que le Seim déclare l’indépendance de la Transcaucasie, actant ainsi la rupture officielle avec la Russie.
L’idée d’indépendance avait déjà été envisagée, notamment chez les Géorgiens, qui en avaient débattu en profondeur les années précédentes. Toutefois, cette option avait jusqu’alors été écartée : les dirigeants géorgiens pensaient que la Russie n’approuverait pas une telle démarche, et leur idéologie menchevik était hostile au nationalisme.
Le 5 avril, Tchenkéli accepta d’utiliser le traité de Brest-Litovsk comme base de négociation, et exhorta le Seim transcaucasien à adopter cette position. Il demanda toutefois que Batoum reste sous contrôle transcaucasien, soulignant que, en tant que principal port de la région, la ville constituait un atout économique vital. Les Ottomans rejetèrent cette demande et indiquèrent qu’ils n’accepteraient que l’application stricte du traité de Brest-Litovsk, ce à quoi Tchenkéli finit par se résigner.
Le 9 avril, agissant de sa propre initiative, Tchenkéli accepta la poursuite des pourparlers sur cette base, tout en demandant que des représentants des autres puissances centrales participent aux discussions. Le délégué ottoman Rauf Bey répondit que cette requête ne serait examinée que si la Transcaucasie se déclarait comme un État indépendant.
Épuisés par des négociations stériles et conscients que les territoires contestés pouvaient être pris par la force, les responsables ottomans lancèrent un ultimatum aux défenseurs de Batoum : la ville devait être évacuée avant le 13 avril. Si Tchenkéli semblait prêt à concéder la perte de Batoum, qu’il reconnaissait comme capitale économique mais voyait comme un compromis nécessaire au regard du traité, les membres géorgiens du Seim refusèrent catégoriquement. Guéguétchkori souligna notamment que la ville pouvait être défendue facilement.
Le menchevik géorgien Irakli Tsérétéli prononça un discours passionné en faveur de la défense de Batoum, appelant le Seim à rejeter formellement le traité de Brest-Litovsk. Les délégués arméniens, déjà favorables à un affrontement avec l’Empire ottoman en raison du génocide de 1915 et des attaques continues contre les civils arméniens, appuyèrent également cette ligne. Seuls les Azerbaïdjanais s’y opposèrent, se montrant réticents à combattre d’autres musulmans.
Les Azerbaïdjanais furent mis en minorité, et le 14 avril, le Seim vota la déclaration de guerre à l’Empire ottoman. Immédiatement après le vote, Tsérétéli et Jordania quittèrent Tiflis pour rejoindre la défense de Batoum. La délégation de Trébizonde reçut l’ordre de rentrer immédiatement à Tiflis. Toutefois, certains délégués azerbaïdjanais défièrent cet ordre et restèrent à Trébizonde, dans l’espoir de relancer les négociations — sans résultat.

### Création
La supériorité militaire ottomane se révéla immédiatement. L’armée occupa Batoum dès le 14 avril, sans rencontrer de résistance significative. Elle lança également une offensive contre Kars, où une force de 3 000 soldats arméniens, appuyée par de l’artillerie, parvint à tenir la ville jusqu’à son évacuation le 25 avril. Ayant capturé l’essentiel des territoires qu’elle revendiquait, et ne souhaitant pas subir davantage de pertes humaines, la délégation ottomane proposa une nouvelle trêve le 22 avril et attendit la réponse des représentants transcaucasiens.
Face à cette avancée militaire, le Conseil national géorgien estima que la seule issue possible était la proclamation d’un État transcaucasien indépendant. L’idée fut soumise au débat au sein du Seim, le 22 avril. Les délégués géorgiens menèrent les discussions, rappelant que les Ottomans avaient accepté de reprendre les négociations de paix à condition que la Transcaucasie se présente comme un État souverain.
La décision de proclamer l’indépendance ne fit pas l’unanimité. Les Dashnaks, majoritairement arméniens, considéraient qu’il fallait d’abord stopper l’avancée ottomane, bien qu’ils fussent peu enclins à céder autant de territoire. Les Musavats, représentant les intérêts azerbaïdjanais, restaient hésitants à combattre d’autres musulmans, mais reconnurent qu’une indépendance politique était le seul moyen d’éviter un morcellement de la région par des puissances étrangères.
La seule opposition franche vint du Parti socialiste révolutionnaire. L’un de ses représentants, Lev Tumanov, déclara que les populations transcaucasiennes n’étaient pas favorables à une telle décision. Il critiqua également les Musavats, affirmant que leur moteur n’était pas « la conscience, mais la peur ». Il conclut que tous regretteraient cette décision historique.
À l’issue du débat, Davit Oniashvili, menchevik géorgien, proposa une motion visant à faire proclamer par le Seim la « République fédérative démocratique de Transcaucasie », indépendante et démocratique. Certains députés quittèrent la salle pour ne pas prendre part au vote, mais la motion fut adoptée avec peu d’oppositions.
La nouvelle république adressa immédiatement un message à Vehib Pacha, annonçant la proclamation et exprimant sa volonté d’accepter les termes du traité de Brest-Litovsk. Elle consentit également à remettre Kars à l’Empire ottoman. L’Empire ottoman reconnut officiellement la RFDT le 28 avril 1918.
Malgré cette reconnaissance, les forces ottomanes poursuivirent leur avancée, et occupèrent rapidement Erzeroum et Kars, consolidant leur contrôle territorial au détriment de la nouvelle république.

### Indépendance
Lors de sa proclamation, la République fédérative démocratique de Transcaucasie (RFDT) ne disposait d’aucun cabinet exécutif pour diriger le nouvel État. Le Commissariat transcaucasien avait été dissous au moment de la déclaration d’indépendance, et Guéguetchkori refusa de continuer à exercer une fonction dirigeante, estimant avoir perdu son soutien politique. Bien qu’il ait été convenu lors des débats du Seim que Tchenkéli prendrait le rôle de Premier ministre, celui-ci refusa d’agir en tant que chef provisoire tant qu’un cabinet ne serait pas formé. Le gouvernement ne fut finalisé que le 26 avril, si bien que la RFDT fut sans exécutif pendant trois jours.
Face à l’urgence de la situation, Tchenkéli finit par accepter le poste de Premier ministre. Il ordonna aux forces arméniennes de cesser les hostilités et adressa une demande à Vehib Pacha pour engager des négociations de paix à Batoum – lieu choisi délibérément car il permettait à Tchenkéli de rejoindre Tiflis rapidement, ce qui était impossible depuis Trébizonde.
Les Dashnaks, mécontents des décisions prises les jours précédents, notamment l’évacuation de Kars, refusèrent dans un premier temps de rejoindre le gouvernement. Après des négociations avec les mencheviks, ils acceptèrent finalement, lorsque ces derniers avertirent qu’ils ne soutiendraient que Tchenkéli ou Hovhannès Kajaznouni, un Arménien. Or, nommer Kajaznouni aurait donné l’impression que la RFDT entendait poursuivre les combats pour défendre les territoires arméniens, ce qui risquait de pousser les Azerbaïdjanais à quitter la fédération et faciliter une offensive ottomane contre le reste de l’Arménie, un scénario que les Dashnaks voulaient éviter.
Le cabinet fut validé par le Seim le 26 avril. Il comprenait treize membres. Tchenkéli cumula les fonctions de Premier ministre et ministre des Affaires étrangères. Les autres portefeuilles furent répartis entre quatre Arméniens, cinq Azerbaïdjanais et trois Géorgiens. Les postes-clés furent occupés par des Azerbaïdjanais et des Géorgiens, ce que l’historien Firuz Kazemzadeh considère comme révélateur du rapport de forces en Transcaucasie à cette époque.
Dans son discours d’investiture, Tchenkéli déclara qu’il œuvrerait à garantir l’égalité de tous les citoyens, et à établir des frontières sur la base d’accords avec les États voisins. Il présenta également un programme en cinq points : rédaction d’une constitution, délimitation des frontières, fin des hostilités, lutte contre la contre-révolution et l’anarchie, et réforme agraire.
Une nouvelle conférence de paix fut convoquée à Batoum le 11 mai, avec la participation de Tchenkéli et de Vehib Pacha. Avant l’ouverture de la conférence, Tchenkéli renouvela sa demande d’inviter les autres puissances centrales, mais celle-ci fut ignorée par la délégation ottomane. Chaque partie invita toutefois des observateurs : la RFDT fit venir un petit contingent allemand dirigé par le général Otto von Lossow, tandis que les Ottomans étaient accompagnés de représentants de la République montagnarde du Caucase du Nord, un État non reconnu qu’ils soutenaient.
Tchenkéli souhaitait poursuivre les négociations sur la base du traité de Brest-Litovsk, mais cela fut refusé par la délégation ottomane, dirigée par Halil Bey, ministre ottoman de la Justice. Ce dernier affirma que, le conflit étant désormais ouvert, l’Empire ottoman ne reconnaissait plus le traité. Il remit alors à Tchenkéli un projet de traité déjà rédigé.
Ce traité comportait douze articles et prévoyait que la RFDT cède à l’Empire ottoman non seulement les oblasts de Kars et de Batoum, mais également les uezd d’Akhalkalaki, d’Akhalsikhe, de Sourmali ainsi que de larges portions des districts d’Alexandropol, d’Erevan et d’Etchmiadzine, en suivant en grande partie la ligne du chemin de fer Kars–Djulfa. L’application de ce traité aurait de fait conduit à l’annexion de presque toute l’Arménie par l’Empire ottoman.
Le contrôle du chemin de fer visait officiellement à permettre à l’armée ottomane de disposer d’une voie d’accès rapide vers le nord de la Perse, où elle affrontait les Britanniques dans le cadre de la campagne de Perse. Mais selon l’historien Richard G. Hovannisian, l’objectif réel était probablement de permettre aux Ottomans d’atteindre Bakou et d’y prendre le contrôle de la production pétrolière.
Après avoir accordé quelques jours de réflexion à la RFDT, les Ottomans reprirent leur offensive militaire le 21 mai, ciblant l’Arménie. Ils affrontèrent les forces arméniennes lors des batailles de Bach Abaran, Sardarapat et Kara Killissé, mais ne parvinrent pas à infliger de défaite décisive. Leurs lignes de progression ralentirent, et ils furent finalement contraints de se replier.

## Dissolution

### Intervention allemande
Au 22 mai 1918, les forces ottomanes, désormais divisées en deux colonnes, se trouvaient à 40 km d’Erevan et à 120 km de Tiflis. Devant cette menace imminente, la RFDT sollicita l’aide du général Otto von Lossow et des autorités allemandes, espérant obtenir leur protection. Von Lossow avait déjà proposé, le 19 mai, de servir de médiateur entre la RFDT et l’Empire ottoman, mais cette offre n’avait débouché sur aucune avancée.
Bien que les empires allemand et ottoman fussent officiellement alliés, leurs relations s’étaient détériorées au cours des mois précédents. L’opinion publique allemande réprouvait les massacres de chrétiens perpétrés par le gouvernement ottoman, et les autorités allemandes voyaient d’un mauvais œil les avancées territoriales ottomanes non prévues par le traité de Brest-Litovsk. De plus, l’Allemagne nourrissait ses propres intérêts stratégiques dans le Caucase : elle cherchait à établir une voie d’accès vers l’Inde britannique et à exploiter les ressources naturelles de la région, deux objectifs mis en péril par la progression ottomane.
Alors que les Arméniens combattaient seuls les troupes ottomanes et que les Azerbaïdjanais étaient confrontés aux bolcheviks à Bakou, les Géorgiens conclurent qu’ils n’avaient plus d’avenir au sein de la RFDT. Le 14 mai, Noé Jordania se rendit à Batoum pour demander une aide allemande à l’indépendance géorgienne. De retour à Tiflis le 21 mai, il déclara être convaincu que la Géorgie pouvait devenir un État indépendant.
Le 21 mai, les représentants arméniens, azerbaïdjanais et géorgiens du Seim se réunirent pour discuter de l’avenir de la RFDT. Tous reconnurent que la république ne survivrait probablement pas. Le lendemain, les délégués géorgiens se réunirent séparément et décidèrent que la seule option rationnelle était la proclamation de l’indépendance. Jordania et Zurab Avalichvili rédigèrent une déclaration d’indépendance le 22 mai, puis Jordania repartit pour Batoum afin de rencontrer à nouveau von Lossow.
Le 24 mai, von Lossow répondit qu’il n’avait reçu mandat que pour traiter avec la RFDT dans son ensemble. Étant donné que l’effondrement de la fédération semblait désormais inévitable, il annonça qu’il devait quitter Trébizonde pour consulter son gouvernement et obtenir de nouvelles instructions sur la conduite à suivre.

### Désintégration de la République
Le 26 mai 1918, Irakli Tsérétéli prononça deux discours devant le Seim. Dans le premier, il expliqua que la RFDT ne pouvait plus continuer d’exister, en raison de l’absence d’unité entre les peuples et de la division des actions face à l’invasion ottomane, conséquence des tensions interethniques. Dans son second discours, il attribua la responsabilité de cet échec aux Azerbaïdjanais, qu’il accusa de ne pas avoir soutenu la défense de la fédération, et conclut que, la RFDT ayant échoué, il était temps pour la Géorgie de proclamer son indépendance.
À 15h00, une motion fut adoptée par le Seim, stipulant :
« Parce que des divergences fondamentales sont apparues entre les peuples qui ont fondé la République de Transcaucasie sur les questions de guerre et de paix, et parce qu’il est devenu impossible d’établir un pouvoir unifié capable de parler au nom de l’ensemble de la Transcaucasie, le Seim acte la dissolution de la Transcaucasie et renonce à ses prérogatives. »
La majorité des délégués quittèrent alors la salle, ne restèrent que les Géorgiens, rejoints peu après par des membres du Conseil national géorgien. Noé Jordania lut alors la déclaration d’indépendance géorgienne et proclama la République démocratique de Géorgie.
Deux jours plus tard, l’Arménie proclama à son tour son indépendance, suivie immédiatement par l’Azerbaïdjan, donnant naissance à la République d’Arménie et à la République démocratique d’Azerbaïdjan. Les trois nouveaux États signèrent un traité de paix avec l’Empire ottoman le 4 juin 1918, mettant ainsi fin officiellement au conflit en cours.
Par la suite, l’Arménie entra néanmoins dans deux conflits armés avec ses voisins pour fixer ses frontières : contre l’Azerbaïdjan (1918–1920) et contre la Géorgie (décembre 1918).

## Postérité
La République fédérative démocratique de Transcaucasie, qui n’exista qu’un mois, laissa peu de traces durables dans l’histoire politique du Caucase. De fait, la production historiographique sur le sujet demeure limitée. Les historiens Adrian Brisku et Timothy K. Blauvelt ont souligné que la RFDT « apparut, tant aux yeux des acteurs de l’époque qu’à ceux des chercheurs postérieurs, comme une construction unique, contingente et certainement irrépétable ».
L’historien Stephen F. Jones qualifie la RFDT de « première et dernière tentative d’union transcaucasienne indépendante », tandis que Richard G. Hovannisian note que les actes posés par la république pendant sa brève existence démontraient qu’elle n’était ni indépendante, ni démocratique, ni fédérative, ni même une véritable république.
Sous le régime bolchevik, les trois États successeurs — Géorgie, Arménie et Azerbaïdjan — furent forcés de se réunir au sein de l’Union soviétique, dans une entité appelée République socialiste fédérative soviétique de Transcaucasie. Cette structure exista de 1922 à 1936, avant d’être dissoute au profit de trois républiques socialistes soviétiques distinctes : celles d’Arménie, d’Azerbaïdjan et de Géorgie.
Dans les États modernes que sont l’Arménie, l’Azerbaïdjan et la Géorgie, la RFDT est largement ignorée dans les historiographies nationales respectives. Elle n’est généralement évoquée que comme une étape préliminaire vers la création d’États-nations indépendants, et non comme un projet viable de fédération transcaucasienne.